# Tarn-et-Garonne
Tarn-et-Garonne là một tỉnh của Pháp, thuộc vùng hành chính Occitanie, tỉnh lỵ Montauban, bao gồm 2 quận với các quận lỵ còn lại là: Castelsarrasin.